# Сабур-Мачкасское сельское поселение
Сабур-Мачкасское се́льское поселе́ние — упразднённое муниципальное образование в Чамзинском районе Мордовии Российской Федерации.
Административный центр — село Сабур-Мачкасы.

## История
Образовано в 2005 году в границах сельсовета.
Законом от 24 апреля 2019 года, Сабур-Мачкасское сельское поселение и одноимённый ему сельсовет были упразднены, а входившие в их состав населённые пункты были включены в Комсомольское городское поселение (рабочий посёлок).

## Население
| 2002 | 2010 | 2012 | 2013 | 2014 | 2015 | 2016 |
| ---- | ---- | ---- | ---- | ---- | ---- | ---- |
| 486  | ↗507 | ↘505 | ↘495 | ↗498 | ↗499 | ↗504 |
| 2017 | 2018 | 2019 |      |      |      |      |
| ↘493 | ↘475 | ↘454 |      |      |      |      |

## Состав сельского поселения
| № | Населённый пункт | Тип населённого пункта | Население |
| - | ---------------- | ---------------------- | --------- |
| 1 | Горбуновка       | посёлок                | ↗11       |
| 2 | Каменка          | деревня                | ↘32       |
| 3 | Сабур-Мачкасы    | село                   | ↗464      |